# Christmas Time (Bryan Adams-låt)
Christmas Time är en sång skriven av Bryan Adams. Den skrevs av Bryan Adams och Jim Vallance och blev en av Bryan Adams mer populära julsånger. Den skrevs och spelades in i Vancouver och sedan den kom ut på singel 1985 får den ofta stor speltid på radiostationerna i juletider. Ingen musikvideo spelades in för singeln, men en livevideo gjordes för dess B-sida, "Reggae Christmas", där Pee Wee Herman gjorde ett gästmedverkande. Låten tilldelades en guldsingelskiva för 50 000 försäljningar av 45-RPM-singeln i Kanada. Den nådde topplaceringen #4 på Billboards jullista. I svenska radioprogrammet Tracks spelades låten inför julen 1985 och gick in direkt som tvåa på första listan 1986 efter juluppehållet . På samma lista gick Adams Summer of '69 in som etta.

## Spår

### Sida A
- "Christmas Time"

### Sida B
- "Reggae Christmas"

## Album
Enligt Bryan Adams officiella webbplats är låten bonusspår på albumet album Cuts Like a Knife 1983. Låten finns också på följande album:
- The Christmas Hit Collection (Arcade, 1989)
- The Best of Rock Christmas (Polystar, 1995)
- A Musical Christmas from the Vatican / DVD (2002)
- The Very Best of Rock Christmas (Polystar, 2005)
- Christmas #1 Hits (2006)
- Now Christmas 3 (Warner Music Canada, 2008)

## Sången
Bryan Adams spelar fortfarande låten under konserter, framför allt i juletider. 
2001 framförde han låten i Vatikanstaten för romersk-katolska kyrkans påve Johannes Paulus II. Framförandet kom 2002 på en DVD, "A Musical Christmas from the Vatican ". 
Sångtexten beskriver glädjen över julens och fred, frihet och antirasism.

## Medverkande
- Bryan Adams: akustisk gitarr, sång, Bakgrundssång
- Jim Vallance: Basgitarr, Klaviatur, Slagverk, bakgrundssång
- Keith Scott: Sologitarr
- Mickey Curry: Trummor

## Listplaceringar
| Lista (1985-1986) | Topplacering |
| ----------------- | ------------ |
| Norge             | 2            |
| Schweiz           | 18           |
| Sverige           | 19           |
| Österrike         | 70           |